# Karol Sieniawski
Karol Emil Sieniawski (ur. 26 marca 1843 w Ornecie, zm. 22 czerwca 1921 w Poznaniu) – nauczyciel, historyk Warmii i Polski.

## Życiorys

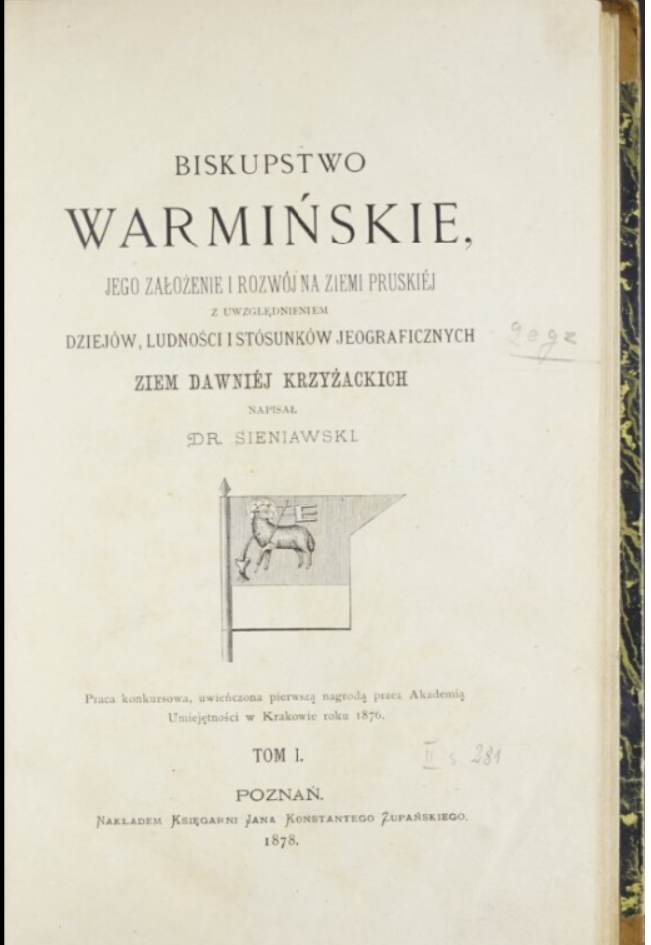
Praca konkursowa Biskupstwo warmińskie

Karol Sieniawski pochodził z patriotycznej polskiej rodziny. Jego ojciec, Józef, był uczestnikiem powstania listopadowego i wraz z gen. Rybińskim, ostatnim dowódcą powstania, przekroczył granicę Królestwa Polskiego i Prus koło Brodnicy, gdzie złożyli broń. Po przekroczeniu granicy na rzece Pisie żołnierze armii polskiej pod eskortą żandarmów pruskich zostali internowani w obozach. Józef Sieniawski został przez władze zakwaterowany w Tolkmicku, skąd po paru latach przeniósł się do miejscowości Kleinhof (współcześnie nie istnieje, w granicach administracyjnych miasta Orneta), gdzie pełnił funkcję zarządcy majątku Kleindorf.
Karol Sieniawski przyszedł tam na świat 26 marca 1843 roku. Ojciec Polak zmarł przedwcześnie, w 1848 roku, gdy Karol miał zaledwie pięć lat. Matka nie znała więcej jak kilkanaście słów polskich, tak więc odtąd w domu panowała mowa niemiecka; także w szkole, kościele, w bliższym i dalszym sąsiedztwie. Zatem wzrastał w otoczeniu niemieckim.
Podstawę wykształcenie uzyskał w Ornecie, w trzyklasowej szkole kierowanej przez rektora Johanna Kraniga (1810–1868). Następnie był nauczany prywatnie przez lekarza Ludwiga Neumanna. W 1859 został przyjęty do katolickiego gimnazjum w Braniewie. Braniewo było wówczas typowo niemieckim miastem. Jako że Sieniawski planował początkowo wstąpienie do seminarium duchownego, zapisał się wraz z niektórymi uczniami gimnazjum na nadobowiązkowe lekcje języka polskiego, którego nauczał Constantin Brandenburg, niemiecki Ślązak. Poziom nauczania języka polskiego był jednak bardzo niski, o czym wspominano podczas kontroli. Dopiero przejście Brandenburga w 1863 na emeryturę i zatrudnienie zesłanego tu w czasie powstania styczniowego Polaka Piotra Kawczyńskiego zmieniło diametralnie tę sytuację. Przepuszcza się, że to prof. Kawczyński, jedyny Polak w gronie nauczycielskim w Braniewie, „zaraził” go polskim duchem i pod jego wpływem Sieniawski zmienił swoje plany życiowe.
Po ukończeniu gimnazjum z maturą 20 lipca 1864, rozpoczął od października tego roku studia medyczne we Wrocławiu. Wkrótce jednak przeniósł się na Wydział Filozoficzny. Na Uniwersytecie Wrocławskim Sieniawski, jak wszyscy polscy studenci, wstąpił do Towarzystwa Literacko-Słowiańskiego, studiował historię, słuchał wykładów Wojciecha Cybulskiego (który właśnie przeniósł się z Uniwersytetu Berlińskiego) o romantyzmie polskim, a także gorliwie kontynuował naukę języka polskiego i polskiej literatury pod kierunkiem ks. dr. Wincentego Kraińskiego, uczestnika powstania listopadowego. Zatem Sieniawskiego otaczała we Wrocławiu patriotyczna atmosfera polskiej braci studenckiej. Studia ukończył w 1869 rozprawą doktorską z historii Polski De interregno, quod fuit in Polonia post Stephani regis discessum, napisaną pod kierunkiem prof. Richarda Roeplla. Następnie pracował jako nauczyciel w gimnazjum w Śremie. Ponieważ nie ukrywał swej polskości, władze przeniosły go do gimnazjum w Düsseldorfie. Od 1886 nauczał w Ostrowiu Wielkopolskim, Gnieźnie i Płocku. W 1912 przeszedł na emeryturę. W 1920 przeniósł się do Poznania, tam zmarł w 1921 roku.
Interesował się historią Polski i Warmii, wydał szereg prac na ten temat. Jego dwutomowe dzieło Biskupstwo warmińskie (wyd. 1878) zostało w 1876 wyróżnione pierwszą nagrodą Akademii Umiejętności w Krakowie.

## Życie osobiste
W 1873 ożenił się z Anną z Wattów-Skrzydlewskich, pochodzącą z drobnej rodziny ziemiańskiej o polskich tradycjach patriotycznych. Mieli trójkę dzieci.